# Joanna Wesoły
Joanna Zofia Wesoły – polska biolog, doktor habilitowany nauk biologicznych, profesor Instytutu Biologii Molekularnej i Biotechnologii Wydziału Biologii Uniwersytetu im. Adama Mickiewicza w Poznaniu.

## Życiorys
4 lipca 2008 habilitowała się na podstawie pracy zatytułowanej Genetyka molekularna reumatoidalnego zapalenia stawów, wieloczynnikowej i fentypowo heterogennej choroby człowieka. 23 września 2017  uzyskała tytuł profesora nauk biologicznych. Była profesorem nadzwyczajnym w Instytucie Biologii Molekularnej i Biotechnologii na Wydziale Biologii Uniwersytetu im. Adama Mickiewicza.
Jest profesorem w Instytucie Biologii Molekularnej i Biotechnologii na Wydziale Biologii Uniwersytetu im. Adama Mickiewicza w Poznaniu, oraz członkiem Rady Dyscypliny Naukowej – Nauk Biologicznych Uniwersytetu im. Adama Mickiewicza w Poznaniu.